# Ardentes
Ardentes és un municipi francès, situat al departament de l'Indre i a la regió de Centre – Vall del Loira. L'any 2007 tenia 3.616 habitants.

## Demografia

### Població
El 2007 la població de fet d'Ardentes era de 3.616 persones. Hi havia 1.504 famílies, de les quals 392 eren unipersonals (152 homes vivint sols i 240 dones vivint soles), 512 parelles sense fills, 512 parelles amb fills i 88 famílies monoparentals amb fills.
La població ha evolucionat segons el següent gràfic:
Habitants censats

### Habitatges
El 2007 hi havia 1.767 habitatges, 1.528 eren l'habitatge principal de la família, 109 eren segones residències i 130 estaven desocupats. 1.596 eren cases i 148 eren apartaments. Dels 1.528 habitatges principals, 1.159 estaven ocupats pels seus propietaris, 339 estaven llogats i ocupats pels llogaters i 30 estaven cedits a títol gratuït; 32 tenien una cambra, 93 en tenien dues, 224 en tenien tres, 472 en tenien quatre i 707 en tenien cinc o més. 1.116 habitatges disposaven pel capbaix d'una plaça de pàrquing. A 604 habitatges hi havia un automòbil i a 771 n'hi havia dos o més.

### Piràmide de població
La piràmide de població per edats i sexe el 2009 era:
| Homes | Edats   | Dones |
| ----- | ------- | ----- |
| 0     | 95 o +  | 1     |
| 13    | 90 a 94 | 12    |
| 31    | 85 a 89 | 30    |
| 22    | 80 a 84 | 55    |
| 39    | 75 a 79 | 71    |
| 49    | 70 a 74 | 62    |
| 103   | 65 a 69 | 70    |
| 87    | 60 a 64 | 99    |
| 95    | 55 a 59 | 68    |
| 156   | 50 a 54 | 191   |
| 143   | 45 a 49 | 108   |
| 124   | 40 a 44 | 126   |
| 138   | 35 a 39 | 112   |
| 114   | 30 a 34 | 122   |
| 77    | 25 a 29 | 97    |
| 73    | 20 a 24 | 52    |
| 134   | 15 a 19 | 100   |
| 83    | 10 a 14 | 117   |
| 98    | 5 a 9   | 69    |
| 80    | 0 a 4   | 37    |

## Economia
El 2007 la població en edat de treballar era de 2.381 persones, 1.800 eren actives i 581 eren inactives. De les 1.800 persones actives 1.684 estaven ocupades (905 homes i 779 dones) i 116 estaven aturades (32 homes i 84 dones). De les 581 persones inactives 269 estaven jubilades, 161 estaven estudiant i 151 estaven classificades com a «altres inactius».

### Ingressos
El 2009 a Ardentes hi havia 1.550 unitats fiscals que integraven 3.732,5 persones, la mediana anual d'ingressos fiscals per persona era de 18.777 €.

### Activitats econòmiques
Dels 146 establiments que hi havia el 2007, 5 eren d'empreses alimentàries, 12 d'empreses de fabricació d'altres productes industrials, 33 d'empreses de construcció, 29 d'empreses de comerç i reparació d'automòbils, 6 d'empreses de transport, 10 d'empreses d'hostatgeria i restauració, 1 d'una empresa d'informació i comunicació, 7 d'empreses financeres, 4 d'empreses immobiliàries, 11 d'empreses de serveis, 17 d'entitats de l'administració pública i 11 d'empreses classificades com a «altres activitats de serveis».
Dels 49 establiments de servei als particulars que hi havia el 2009, 1 era una oficina d'administració d'Hisenda pública, 1 gendarmeria, 1 oficina de correu, 2 oficines bancàries, 2 tallers de reparació d'automòbils i de material agrícola, 1 autoescola, 6 paletes, 6 guixaires pintors, 3 fusteries, 9 lampisteries, 3 electricistes, 2 empreses de construcció, 6 perruqueries, 4 restaurants, 1 agència immobiliària i 1 saló de bellesa.
Dels 13 establiments comercials que hi havia el 2009, 1 era un hipermercat, 1 una gran superfície de material de bricolatge, 4 fleques, 1 una fleca, 1 una peixateria, 1 una sabateria, 2 drogueries i 2 floristeries.
L'any 2000 a Ardentes hi havia 46 explotacions agrícoles que ocupaven un total de 3.335 hectàrees.

## Equipaments sanitaris i escolars
El 2009 hi havia 2 farmàcies i 2 ambulàncies.
El 2009 hi havia 1 escola maternal i 2 escoles elementals. Ardentes disposava d'un col·legi d'educació secundària amb 329 alumnes.

## Poblacions més properes
El següent diagrama mostra les poblacions més properes.